# Светлана (певица)
Клер де Лучек (фр. Claire de Loutchek), выступавшая под псевдонимом Светлана (фр. Svetlana) — французская поп-певица, представительница Люксембурга на конкурсе песни Евровидение 1982.
В 1982 году исполнительница выступила на Евровидении с песней «Cours après le temps». Заняла шестое место, набрав 78 баллов.
В целом музыкальная карьера певицы продолжалась недолго. Выпустив всего три диска, она покинула шоу-бизнес.

## Синглы
- Quand ta lettre est arrivée (1981)
- Cours après le temps (1982)
- Ce qu’il m’a dit d’une autre (1983)